# Брайтенбрунн-ам-Нойзідлер-Зее
Брайтенбрунн-ам-Нойзідлер-Зее (нім. Breitenbrunn am Neusiedler See) — ярмаркова громада в політичному окрузі Айзенштадт-Умгебунг федеральної землі Бургенланд, в Австрії.
Брайтенбрунн-ам-Нойзідлер-Зее лежить на висоті  140 м над рівнем моря і займає площу  25,72 км². Громада налічує 1908 осіб. Густота населення 74,18 осіб/км².  
|                                                        |
| Брайтенбрунн-ам-Нойзідлер-Зее на мапі округу та землі. |

Бургомістом громади є Йозеф Треллінгер. Адреса управління громади: Eisenstädter Straße 18, 7091 Breitenbrunn am Neusiedler See. 

## Демографія
Історична динаміка населення громади за даними сайту Statistik Austria

## Виноски
- Офіційна сторінка [Архівовано 20 квітня 2022 у Wayback Machine.](нім.)